# Королівство Імерина
Королівство Імерина (малаг. Fanjakan'Imerina) (1540–1897) — доколоніальна африканська держава, яка існувала на території сучасної республіки Мадагаскар. Назва країни походить від назви народу мерина, який історично мешкав на Мадагаскарському нагір'ї. Представник керівної династії Андріаманелу (~1540–1575) заснував державу Імерина, яка невдовзі стала провідним об'єднанням на острові.
З початком доби колоніалізму Мадагаскар почав цікавити французів і англійців, які намагалися встановити контроль над народами острова. У 1823 році Радама І за допомогою Великої Британії зміг встановити контроль над усією територією Мадагаскара. У наступні кілька десятиліть велася боротьба між англійським і французьким впливами в регіоні, яка завершилася з початком першої франко-малагасійської війни (1883—1885), за підсумками якої держава Імерина зобов'язувалася не вести переговори на міжнародному рівні, громадянам Франції надавалися значні пільги тощо. За підсумками другої франко-малагасійської війни (1894—1895) Мадагаскар ставав колонією Третьої французької республіки. Незалежність жителям буде повернуто аж у 1958 році.

## Історія

### Становлення держави

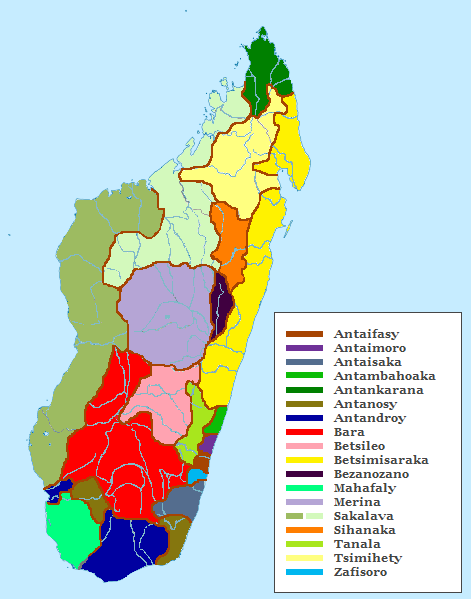
Народ мерина позначений пурпуровим (у центрі)

На території Мадагаскару здавна етнічний склад був порівняно рівномірний — більшість становив малагасійський народ, у складі якого виділялися кілька етнічних груп. Найбільші з них: мерина — у центрі, бецілеу — на півдні, сакалава — на заході, бецімісарака — на сході, сіхінака й ціміхеті — на півночі. Мерина, які спочатку проживали на південному сході острова, мігрували на Центральне нагір'я, після чого почали тісно контактувати з народом вазімба, який мігрував на Мадагаскар з південно-східного Борнео. Ці два народи мирно співіснували протягом тривалого часу, у тому числі традицією було укладання династичного шлюбу між представниками королівських сімей мерина і вазімба. Найстарший син королеви вазімба Рангіти й короля мерина Манелобе — Андріаманело (1540–1575) зруйнував традиції добросусідства, провівши низку успішних війн проти навколишніх громад вазімба, захопивши їхні поселення, а саму народність змусивши асимілюватись із мерина.
Наступним королем став син Андріаманело — Раламбо (1575—1612), численні політичні та культурні реформи якого, разом з воєнними перемогами над сусідніми народами, зробили його особу легендарною в історії Мадагаскару. Раламбо став першим, хто назвав свою країну Імерина, що дослівно перекладається як «Країна народу мерина». Раламбо розширив та посилив свою державу шляхом успішних дипломатичних і військових дій. Він домігся закупівлі вогнепальної зброї в європейських мандрівників-колоністів в обмін на торгівлю рабами. Це дозволило Раламбо переозброїти свою армію й зробити її найсильнішою на острові. Він увів податки для населення, активно впроваджував традиції скотарства, створив регулярну армію, що дозволило йому відбити напад сусідньої ворожої народності бецімісарака й остаточно закріпити за собою звання найсильнішого на острові.
Наслідуючи свого батька, Андріаджака (1612–1630) провів успішну військову кампанію проти вазімба, захопивши їхню основну фортецю на горі Аналаменґа (одна з 12 священних гір Імерина). Там Андріаджака вирішив створити укріплену фортецю (так звану «руву»), яка б стала центром нової столиці — Антананаріву. Була побудована низка традиційних королівських споруд, а також були розроблені плани створення королівської гробниці. Рува мала бути занесена в список ЮНЕСКО в 1995 році, проте напередодні згоріла.
Починаючи з XVI століття Імерина веде постійні війни з народом сакалава, прагнучи включити їхню територію до складу свого королівства. Король Андріамасінавалуна (1675—1710), за якого Імерина досягла свого найбільшого розквіту, розділив своє королівство на чотири частини (для 4 своїх синів). З цього почався тривалий період занепаду держави малагасійців.

### Об'єднання Мадагаскару

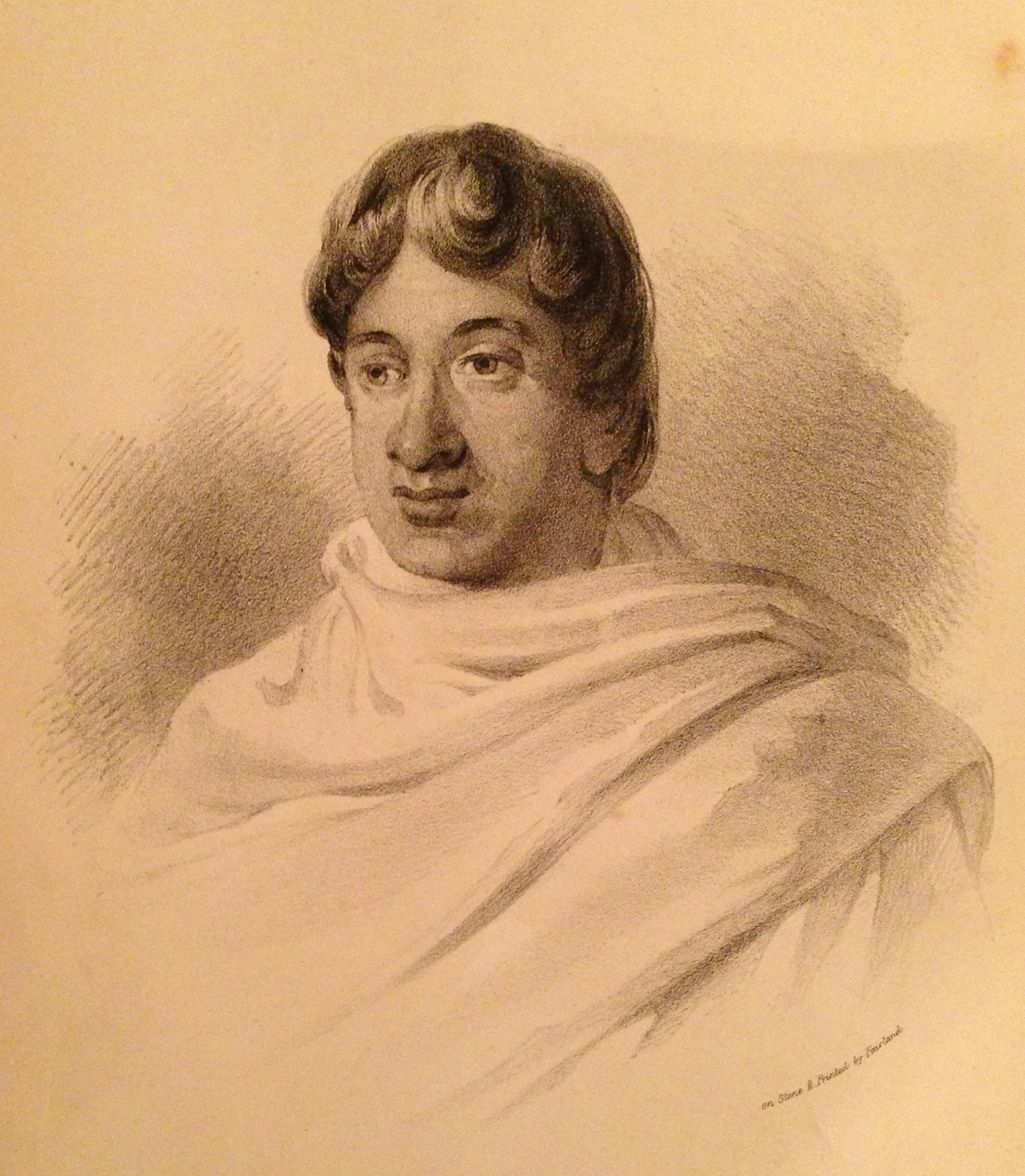
Портрет короля Радама I, 1838

У 1787 році князь Рембоасалама, племінник короля Андріандафі (правив одним із чотирьох королівств — Амбогіманга), вигнав свого дядька й сам зайняв королівський престол, взявши собі ім'я Андріанампуанімерина. Новий король поставив перед собою амбітну ціль об'єднати країну в колишніх межах. У 1793 році Андріанампуанімерина захопив Антананаріву, куди переніс свою столицю, після чого почав активне об'єднання громад і поселень навколо нового осередку влади. Більшість маленьких королівств було включено до складу Імерина (так знову почала називатись країна) безкровно. Це стало можливим завдяки успішним дипломатичним перемовинам, які провадив Андріанампуанімерина. Посилення держави Імерина дозволило припинити виплати данини народу сакалава, покінчити з деякими малагасійськими кланами, які виступали проти одноосібної влади Андріанампуанімерина. Король провів низку успішних реформ, прийнявши цивільний, кримінальний, земельний і фінансовий кодекси. Сприяв розвитку сільського господарства, відновив регулярну армію тощо. Його мрією було поширити владу Імерина на територію всього Мадагаскару, проте це вдалося зробити лише його сину — Радамі І.
Син Андріанампаунімерина, Радама I (1810-1828) продовжував політику свого батька. Скориставшись послабленням Франції в регіоні (тимчасова втрата Реюньйону й відчуження на користь Англії Маврикію) зробив ставку на Британію, підписавши у 1817 році з нею договір про дружбу. Домовленості передбачали припинення работоргівлі на острові, надання англіканським місіонерам допомоги в поширенні їхньої віри, адаптування малагасійської мови під латинську абетку. Радама I зміг об'єднати Мадагаскар під своєю владою за допомогою британської зброї, проголосивши себе «королем Мадагаскару» в 1823 році, що викликало хвилю обурення з боку Франції. У відповідь на це Радама захопив Форт-Дофен — французьку фортецю на півдні острова, чим показав серйозність своїх намірів.
Після об'єднання держави, Радама I почав вести активний політичний діалог з європейськими колоніальними державами й США. За часів Радама почала розвиватись інфраструктура: активізувалось будівництво доріг (центральні райони країни з'єдналися з портовими містами, передусім з Таматаве — центром зовнішньої торгівлі). Розвивались ремесла (для цього були запрошені європейські спеціалісти-ремісники), сільське господарство (у королівстві почали вирощувати нові культури: каву, ваніль, тутові дерева тощо), торгівля. Почалося становлення мануфактурного виробництва.

### Європейські загрози

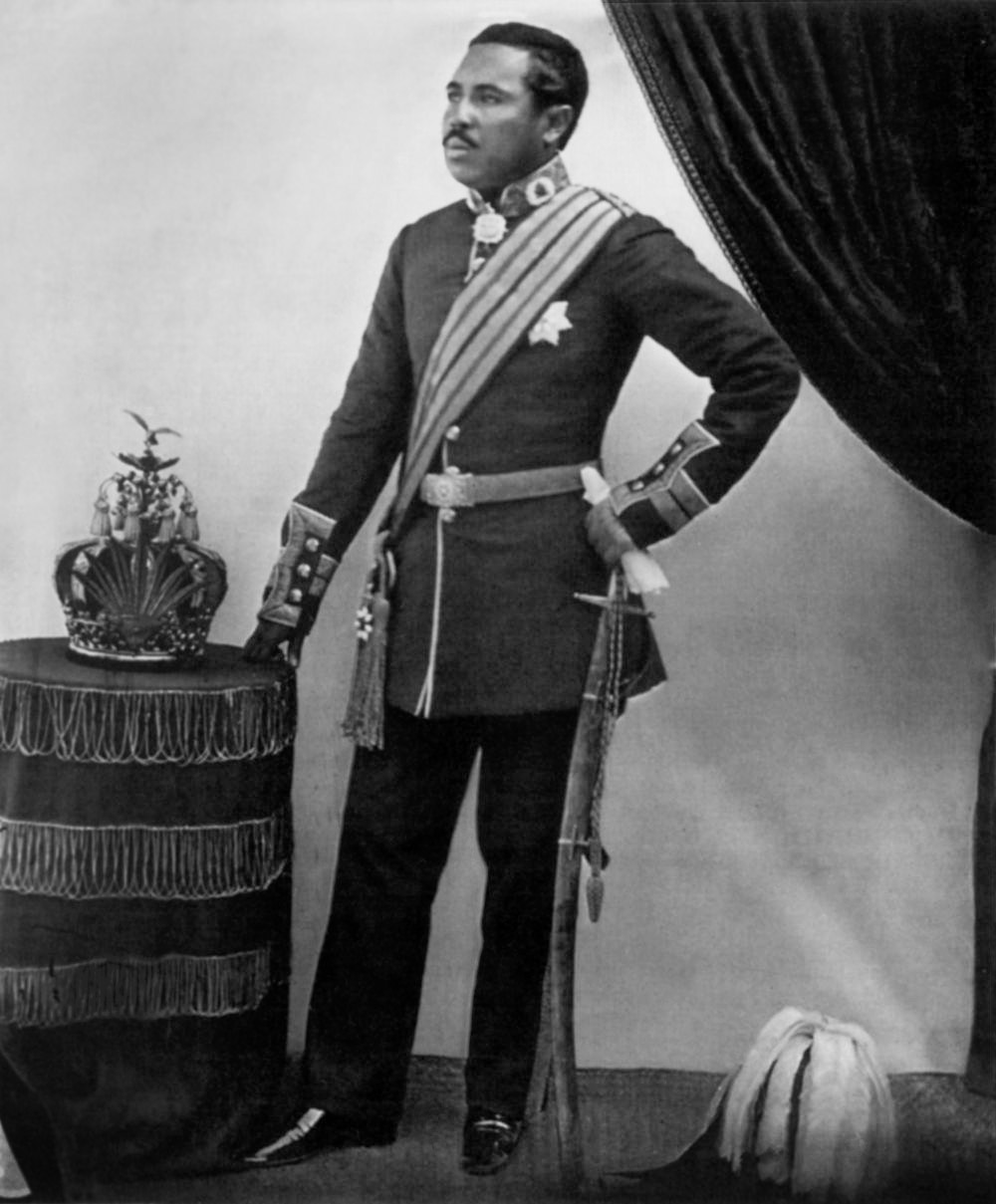
Король Радама II був відомим франкофілом

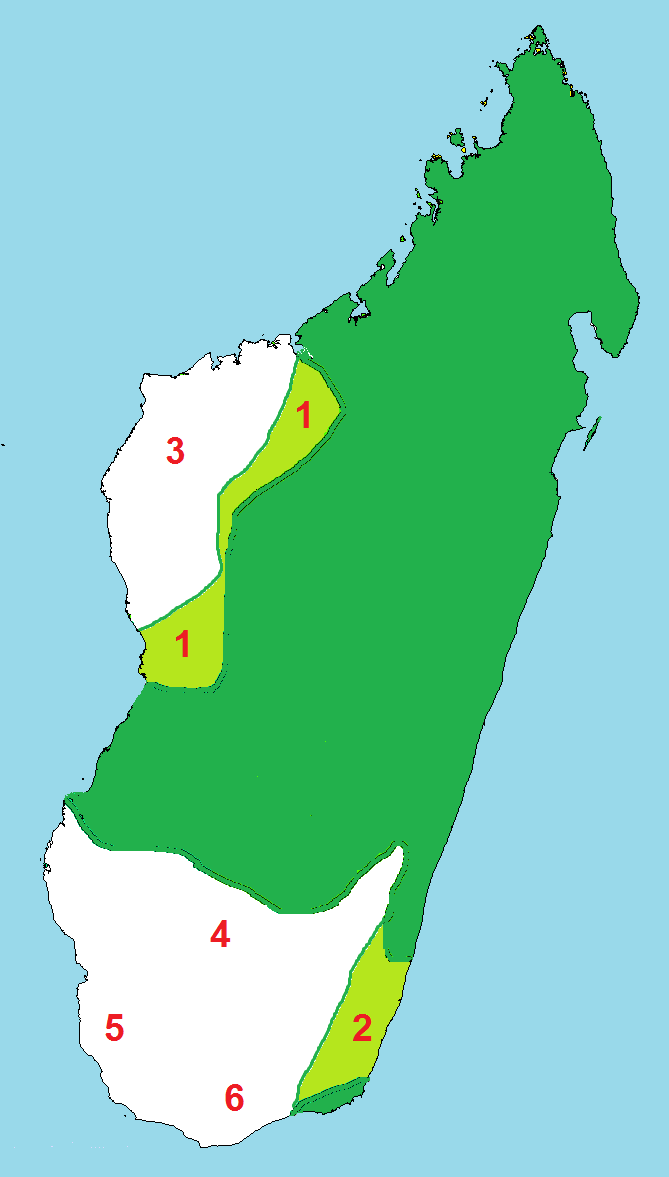
Королівство Імерина у 1828 р.
Приєднані території до 1840 р.
Незалежні території
Приєднані:
1: Сакалава
2: Танала, Антесака, Антайфасі
Незалежні:
3: Сакалава
4: Бара
5: Магафалі
6: Антадруа

Коли в 1828 році до влади прийшла королева Ранавалуна І (дружина Радама I), відносини з іноземними державами почали поступово погіршуватись. До середини 1830-х років майже всі іноземці покинули острів або були вислані з нього. Разом з британцями пішов і їхній вплив на королівський двір Імерина. Одним із тих європейців, кому дозволили залишитись, був француз Жан Лабор, під керівництвом якого на Мадагаскарі розвивалось ливарство. Крім того, після невдалих спроб англо-французької ескадри в 1845 році нав'язати за допомогою сили певні територіальні, торговельні й інші умови королева Ранавалуна заборонила торгівлю з цими країнами, оголосила ембарго сусіднім островам, які контролювались європейськими метрополіями. Натомість права на монопольну торгівлю були надані американцям (вони користувались ними до 1854 року), відносини з якими почали активно налагоджуватись.
Тим часом син королеви Ранавалуни — принц Ракото (майбутній король Радама II) перебував під значним впливом французьких жителів Антананаріву. У 1854 році лист, призначений для Наполеона III, який Ракото продиктував і підписав, був використаний французьким урядом як основа майбутнього вторгнення на Мадагаскар. Крім того, майбутній король 28 червня 1855 року підписав «Хартію Ламберта» — документ, який давав французові Йозефу-Франсуа Ламберту численні прибуткові економічні привілеї на острові, включно з винятковим правом на всі види гірничодобувної та лісогосподарської діяльності, а також експлуатацію незайнятих земель в обмін на 10 % податків на користь королівства Імерина. Також французами був спланований державний заколот проти королеви Ранавалуни на користь її сина. Після смерті королеви в 1861 році Ракото прийняв корону під іменем Радама II, але правив він лише два роки, оскільки потім на нього був скоєний замах, після якого король зник (пізніші дані свідчать, що Радама пережив замах і продовжив життя як звичайний громадянин за межами столиці). Престол посіла вдова короля — Расугеріна. За її правління позиції Британії на острові знову посилились, «Хартія Ламберта» була денонсована. Пост прем'єр-міністра спочатку займав Райвінонігатрініоні, а потім  Рейнілаярівони, які були переконаними англофілами. Під їхнім керівництвом країна почала позбуватися рабства, модернізувалась правова система, була прийнята нова, ліберальніша, конституція 1881 року.

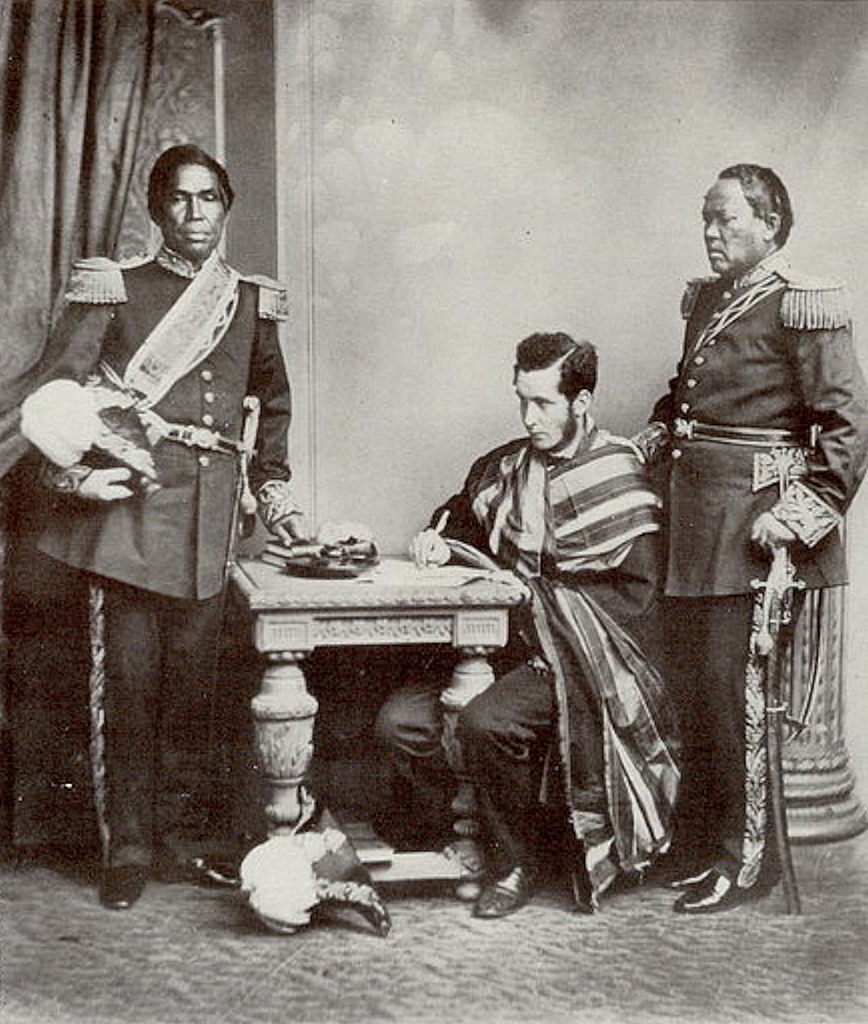
Малагасійське посольство до Європи, 1863

Хоча офіційні персони Мадагаскару намагалися дистанціюватися від англійського та французького впливів, проте країні були потрібні договори, які б регулювали відносини між державами. У зв'язку з цим 23 листопада 1863 року з Таматаве виїхало посольство, яке направлялось до Лондона й Парижа. Новий договір з Англією був підписаний 30 червня 1865 року. Він передбачав:
- Вільну торгівлю британським підданим на території острова;
- Право на оренду землі й будівництво на ній;
- Гарантувалася свобода поширення християнства;
- Митні збори встановлювались на рівні 10 %[15].

Після тривалих і напружених перемовин у Франції малагасійському посольству вдалося підписати аналогічний до англійського договір, проте аж у 1868 році.
На початку 1880-х років владні кола Франції почали проявляти занепокоєння через посилення британських позицій у регіоні. Парламентарі Реюньйону виступали за вторгнення на Мадагаскар для придушення там британського впливу. Крім того, метою майбутньої інтервенції було, отримавши доступ до значного ресурсу продуктів — цукру та рому, створити базу для військового й торговельного флотів.
Скасування «Хартії Ламберта» та лист Наполеону III були використані французами як привід для вторгнення на острів у 1883 році. Серед інших підстав можна назвати сильні французькі позиції серед жителів Мадагаскару, вбивство французького громадянина в Антананаріву, майнові суперечки, політику протекціонізму, яку провадила влада Мадагаскару тощо. Усе це призвело до ескалації й так не простої ситуації, що дозволило французькому уряду на чолі з прем'єр-міністром Жулем Феррі, який був відомим пропагандистом колоніальної експансії, ухвалити рішення про початок вторгнення на Мадагаскар.

### Франко-малагасійські війни
Наприкінці XIX століття Франція вирішила піти на радикальні кроки задля встановлення контролю над Мадагаскаром, що був ключовим перевальним пунктом на шляху до Французького Індокитаю.

#### Перша франко-малагасійська війна

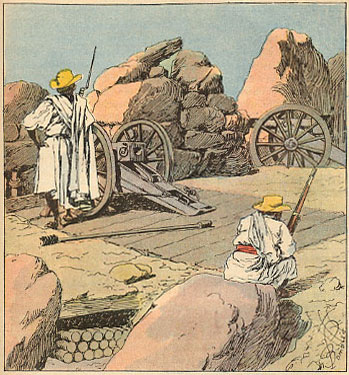
Імеринська артилерія часів війни

16 травня 1883 року без оголошення війни Франція розпочала військові дії проти Імерина. Завдяки запеклому опору народу Мадагаскару інтервенти за два роки не змогли захопити острів. Після декількох поразок (у тому числі у війні в Індокитаї, яка тривала рівночасно) французи сіли за стіл переговорів, які закінчились підписанням 17 грудня 1885 року нерівноправного та невигідного для королівства Імерина мирного договору:
- Мадагаскарський уряд позбувався права проведення самостійної зовнішньої політики: відтепер французький уряд мав представляти королівство на міжнародній арені[17];
- Королівство Імерина зобов'язувалось виплатити «добровільну компенсацію» у вигляді 10 мільйонів франків відшкодування збитків «приватним особам іноземного походження»[17];
- Серйозною поступкою на користь Франції стала передача їй стратегічно важливої бухти Дієго-Суарес, де французи мали намір створити свою військову базу[18];
- На Мадагаскарі розміщувався французький резидент, який мав слідкувати за дотриманням умов договору[17].

У 1890 році Мадагаскар втрачає підтримку Англії, яка визнала французький протекторат над Мадагаскаром в обмін на визнання англійського протекторату над Занзібаром.

#### Друга франко-малагасійська війна
20 жовтня 1894 року французький представник на Мадагаскарі — Ле Мір де Віле — відправив королеві Ранавалуні III ультиматум, який по суті в «рамках закону» позбавляв Імерина будь-якого суверенітету. Після того, як ультиматум був відкинутий, французький експедиційний корпус (12 грудня) окупував Таматаве. Довівши кількість військ до приблизно 20 тисяч вояків, французи провели швидку вдалу операцію, яка дозволила їм вступити в столицю вже у вересні 1895 року. Окупація формально закінчилася 6 серпня 1896 року, коли французька Національна асамблея проголосила анексію Мадагаскару. Не зважаючи на успіх експедиції, французам знадобилося ще 9 років для придушення партизанського руху на острові.

## Адміністративний устрій

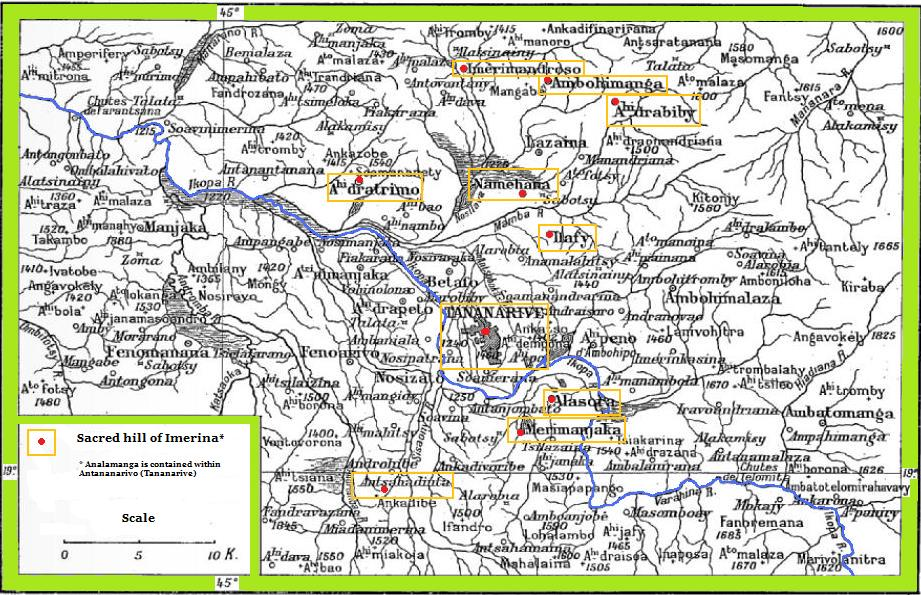
Алазора на карті священних пагорбів Імерина третій знизу

Першим адміністративним центром держави можна назвати палац (руву), який заклав король Андріаманело в місцині під назвою Алазора (один із 12 священних пагорбів Імерина, який розташований поблизу сучасного Антананаріву). Цей укріплений палац мав спеціально обладнані сухі рови, захисні траншеї та міські ворота, які могли зачинятися в разі небезпеки. Це робило його справжньою фортецею й надійним форпостом у війні з народом вазімба. Король Андріаджака, як уже згадувалося раніше, заснував майбутню столицю — Антананаріву, де побудував королівську руву. Крім того, він намагався адміністративно зміцнити країну: на основі соціального поділу Імерина на клани він запропонував створити адміністративно-географічні області, які характеризувалися б національним складом.
Під час правління короля Андріамасінавалуна, королівство було поділено на шість провінцій (так званих «токо»). Перед своєю смертю король поділив свою державу на чотири частини для чотирьох своїх синів, цим самим поклавши початок добі міжусобиць. Лише Андріанампуанімерина зміг знову об'єднати державу, значно розширивши її межі. За його часів королівство поділялося на 8 провінцій (попередні 6 і ще 2, які були додані внаслідок завоювань).

## Соціально-політичний устрій

### Кастова система
Перші згадки про структурування суспільства відносять до часів правління Андріаманело, який офіційно встановив андріана як частину касти шляхти Імерина. З того часу найменування «гова», яке раніше використовувалось до всіх мешканців королівства, почало застосовуватись лише до не іменитих вільних мешканців держави. Поступово розшарування суспільства зазнало змін, тому в малагасійській спільноті почали виділяти три найбільших соціальних групи: андріана (шляхта), гова (особисто вільні громадяни) й андеву (перебували на положеннях близьких до рабських) і багато підгруп.

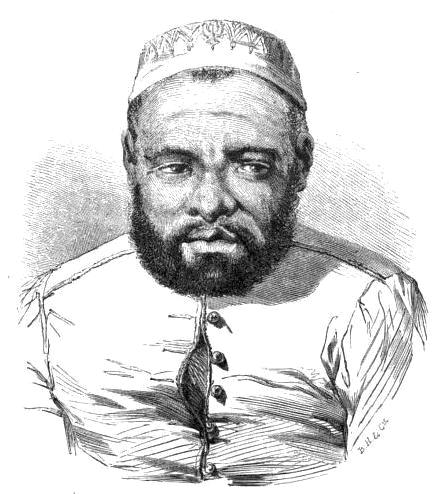
Представник андріана, 1855

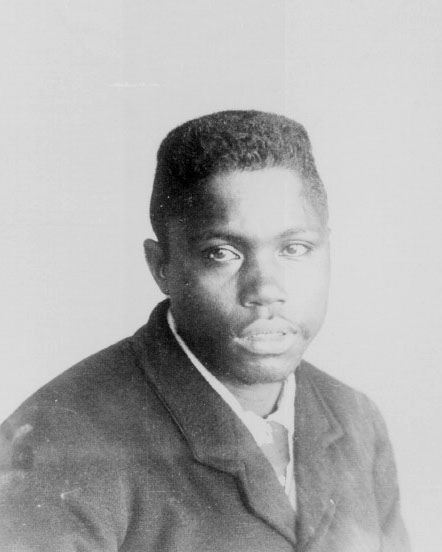
Представник касти гова, світлина 1896 року

- Андріана: каста андріана складалася з шести груп. Перші три з них мали право на вотчину (вудівуна), були звільнені від відпрацювань на користь короля та поземельного податку, мали певні «почесні» привілеї: носити особливий одяг, жити в будинках певної форми. Інші три групи мали ті ж привілеї, крім можливості мати вотчинне землеволодіння. Крім того, була ще й сьома, «перехідна» група, яка мала тільки «почесні» привілеї[24].
- Гова: каста гова була найбільш чисельною в королівстві. Основу цієї касти становили землероби, ремісники й торговці. Гова також ділилась на декілька груп, які не мали таких чітких меж, як у андріана. Ремісничі організації були сконцентровані у великих населених пунктах (найбільше — у столиці Антананаріву). Уся внутрішня торгівля контролювалася кастою гова (за зовнішню відповідала андріана). Селяни-гова поділялись на дві підгрупи: перша — обробляли менакелі (землю, яка була здана в довготривалу оренду), були прикріплені до землі[25], друга — обробляли менабу (державну землю) і сплачували тільки податки[25]. Усі гова сплачували податки до державної скарбниці й мали відробити певну кількість днів на користь короля (панщини)[24]. Представник касти гова міг був переведений у касту рабів за злочини або за борги, але й тоді він називався не андеву (раб) а заза-гова[26].
- Андеву: каста андеву стояла на найнижчому суспільному щаблі в соціумі королівства Імерина. Їхнє положення різнилося: від статусу фактичної власності свого господаря до статусу нижчих слуг у сім'ї. Раби не платили податків, не відпрацьовували панщину, що, за умови хорошого ставлення з боку господаря, ставило андеву в краще соціальне положення ніж власне вільних гова[27].

### Державна ієрархія

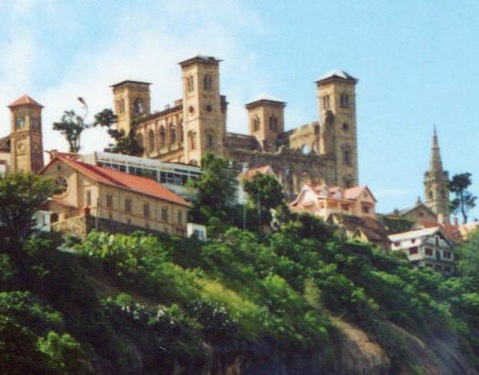
Рува в Антананаріву, фото 1999 року

На чолі держави стояв монарх з абсолютною владою: єдиним допоміжним органом був дорадчий, який складався з представників андріана. «Божественне» походження монархії намагались підкреслити будь-якими способами, у тому числі ритуальними похованнями. Андріаджака був першим королем, який був похований у Руві Антананаріву. Його гробниця була першою з Фітоіндалана (сім гробниць, які розміщенні на території Руви). На його гробниці, для позначення його величі за життя, був побудований маленький дерев'яний будиночок, який був проголошеним священним місцем. Такі ж будиночки будували на гробницях інших Імеринських монархів і дворян аж до кінця 19 століття.
Пізніше, починаючи з кінця XVII століття, усі важливі рішення приймалися з формальної згоди Народних зборів, де були представлені всі шари імеринського суспільства (крім андеву), які мали право висловлюватися за чи проти рішення, яке хотіли ухвалити. Процедура прийняття рішення мала назву «кабарі», контроль за виконанням рішень покладався на спеціальних королівських послів (вадін-тані). Ситуація в державній ієрархії на користь прем'єр-міністра (голови Народних зборів) змінилась після смерті Радама II, коли фактична влада довгі роки перебувала в руках Райнілаярівуні. Він був одружений з Расугеріною, Ранавалуною II і Ранавалуною III — королевами Імерина — по черзі, що фактично робило його правителем країни. Він опирався не на дворян, як монархи Імерина до нього, а на багаті сімейства гова.

### Законодавство
До 1828 року в державі діяли неписані звичаєві закони, які були затверджені особливим наказом Андріанампуйнімерина — кабарі. Перший письмовий кодекс був прийнятий у 1828 році, за часів правління Ранавалуни I, і містив 48 статей. У ньому були зафіксовані правові традиції в питаннях шлюбу, спадкування, земельного права; було прописане офіційне положення андеву в суспільства (рабське), визначені покарання за злочини. Цим кодексом була закладена юридична нерівність мешканців королівства Імерина. Історія держави знає й інші кодекси, які були прийняті в другій половині XIX століття (частина законів була нав'язана європейцями й перетворювала їх на привілейовану групу).

## Економіка

### Земельні відносини. Сільське господарство

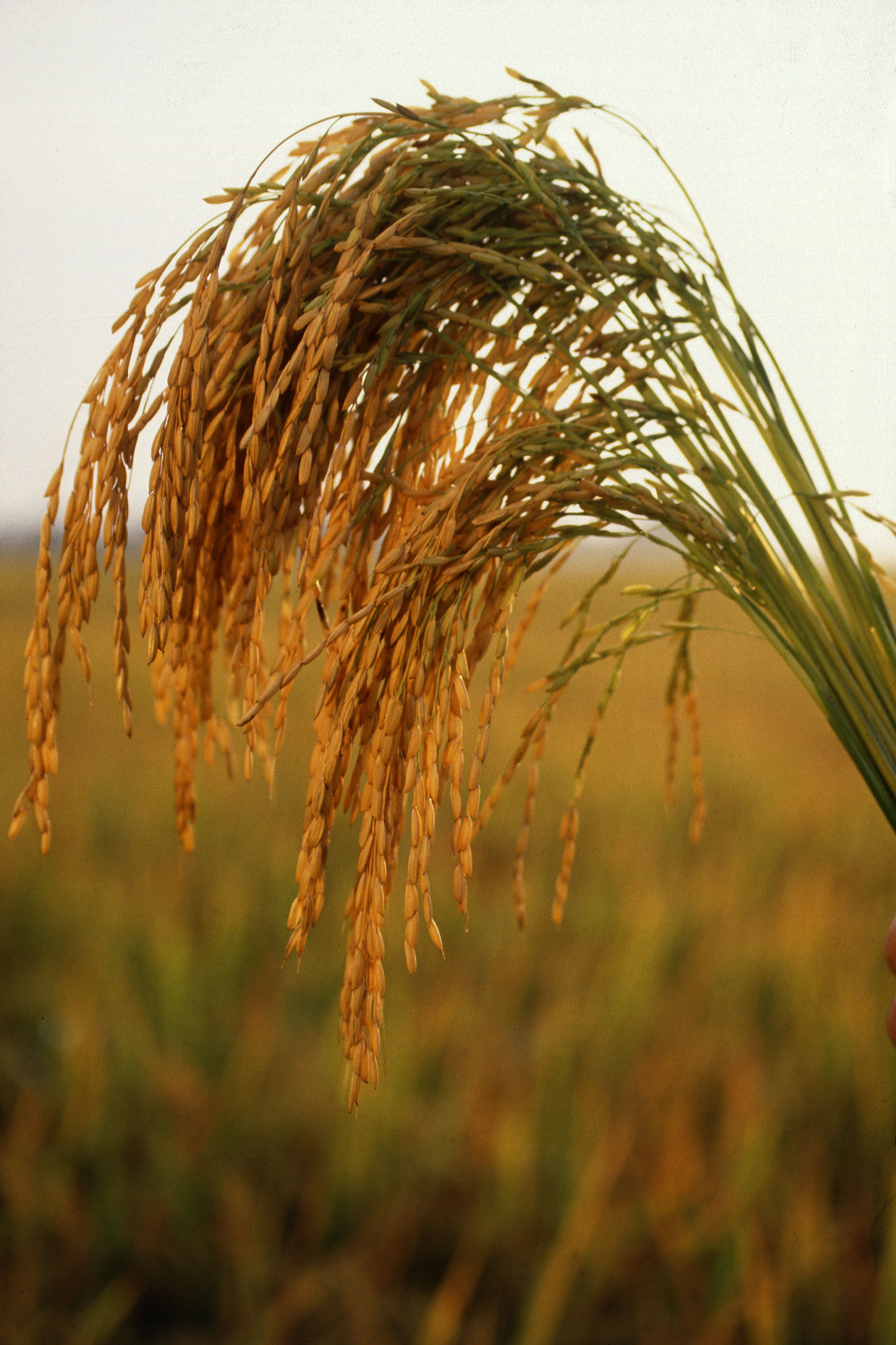
Основна агрокультура Мадагаскару — рис

Уся земля в королівстві належала державі (у свою чергу, уся повнота державної влади була в руках правителя). Усі земельні податки з оренди ділянок сплачувались на користь короля. Частина державних земель (менабе) передавались у концесію (менакелі). Починаючи з середини 19 століття почали утворюватись вотчинні землеволодіння, які передавалися в спадок. Довгострокові орендарі мали забезпечувати сплату податків у казну, мобілізувати населення цих земель на безоплатні відпрацювання на користь короля. Права на землю надавали право на експлуатацію населення, яке там проживало. По-іншому закріплювалися селяни на територіях менабу — вони були прив'язані не до землі, а до податків, які сплачували.
Сільське господарство було основою економіки королівства, яке було аграрною державою. Важливими галузями були скотарство й вирощування промислових і технічних культур. Найбільші посівні площі займав рис, який вирощували всі народності острова. Для вирощування агрокультур малагасійці використовували іригаційні споруди: дамби, канали, широко використовувалось терасування схилів пагорбів: там вирощували маніок, цукрову тростину, кукурудзу, сорго тощо. У XVI столітті, коли європейці почали розуміти важливість острова, як місця, де можна поповнити запаси продовольства на шляху до Індії, багато земель було розорано саме на узбережжі. Пізніше, з початком заселення європейцями острова, сільське господарство збагатилось багатьма новими культурами, які в майбутньому успішно експортувались: кава, ваніль, гвоздика, кориця тощо. Постійно збільшувались розміри ділянок на узбережжі, де вирощувались виключно продукти на експорт (найчастіше продавались вони на сусідні острови — європейські колонії (Маврикій, Реюньйон)).

### Ремесла

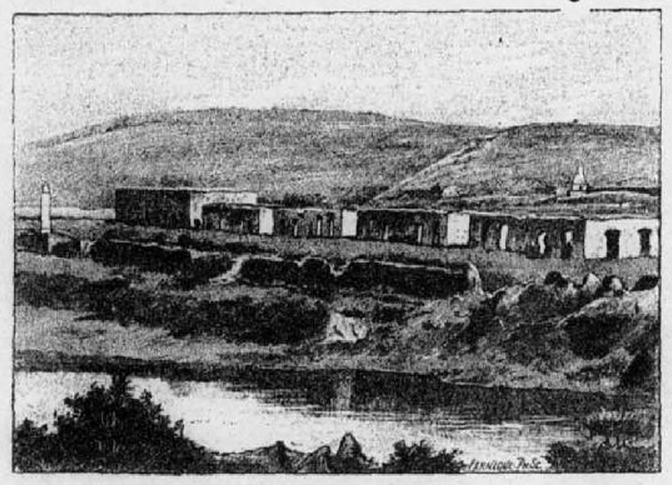
Заводи у Мантасоа засновані Жаном Лабором

У XVII столітті ремісництво відділилось від сільського господарства: почали утворюватись об'єднання ремісників за спеціалізацією, що нагадувало європейські цехи.
До середини XIX століття у приблизно 50 цехових організаціях було зайнято понад 10 000 майстрів. Найбільшими були об'єднання ковалів, будівельників, теслярів, майстрів вироблення пороху тощо. Деякими цехами керували запрошені європейці, які встановлювали новітні верстати. Особливе місце займала корпорація «Царагуненана», що виробляла нитки й бавовняні текстильні вироби. На мануфактурах, які належали до цієї корпорації, працювали вільні ремісники, були встановлені англійські верстати. Виробництвом керували фахівці, навчені в Англії.

### Грошова одиниця
Королівство Імерина не мало власної грошової одиниці. В основному використовувались португальські, іспанські, мексиканські монети, французькі гроші, пізніше — долари США, фунти стерлінгів тощо. На самому острові гроші називали аріарі (сучасна валюта Мадагаскару має таку ж назву), що дорівнював 5 франкам. Розмінної монети не було, її заміняли шматочки розрубаних «аріарі». Найменша частина — ірайвенті — оцінювалась у 0,7 французького сантима і становила 1/720 аріарі.

## Культура і освіта
Культура малагасійців формувалася під впливом австронезійської культури і культури племен Банту. Починаючи з XX ст. араби намагалися колонізувати острів. Це пов'язано з початком поширення мусульманської культури, хоча варто зазначити, що іслам серед малагасійців не прижився. Натомість окремі елементи все ж отримали поширення: назви днів, місяців і сезонів, патріархальний уклад життя. У 16 столітті Мадагаскар для себе відкрили європейці, які почали активно насаджувати свою релігію та культуру. Попри панівну християнську культуру, на острові практикувались язичництво, поклоніння духам померлих, різноманітні обряди, кастова система.
Характерною особливістю малагасійської культури є фаді і фамадіхана. Фаді — неписані заборони, табу, яких дотримується місцеве населення. Вони вірять, що це допомагає їм відганяти злих духів і темні сили. Від села до села фаді різняться: дехто не їсть свинину, інші — яловичину, треті не носять одяг певних кольорів. Якщо малагасієць порушить табу, йому потрібно буде принести жертву: це може бути розбите яйце, вилита пляшка рому на землю тощо. Фамадіхана перекладається як «перевертання предків». Згідно з цією традицією прах померлих дістають із могили, завертають у новий саван і знову кладуть у могилу (іноді проводять і перезахоронення). Ця традиція мала більше поширення в центральній частині острова. Малагасійці вірять, що душа померлого поєднується з душами його предків не відразу, а тільки після повного розкладання тіла і проведення над ним певних обрядів.
У 1876 році, а це на 6 років раніше ніж у Франції, було введено безкоштовне навчання. Рівень освіченості населення в країні став таким, що королівський двір звільнив глашатаїв та вивішував свої укази на стінах будинків.

## Монархи

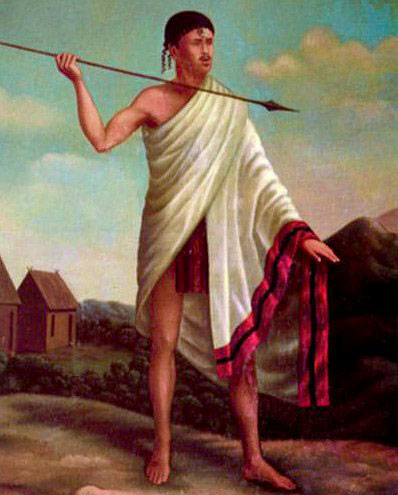
Король Андріанампуанімерина (1787—1810)
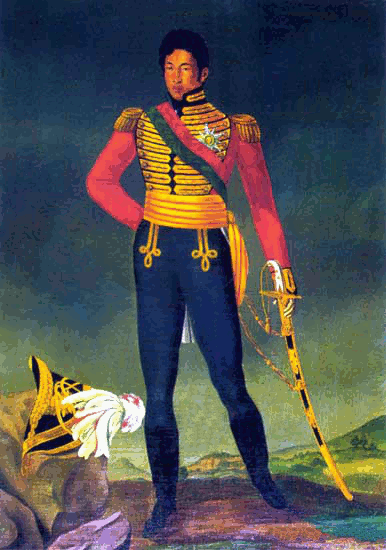
Король Радама I (1810-1828)
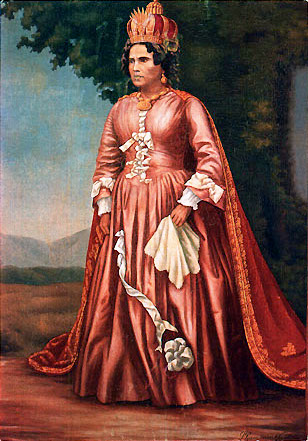
Королева Ранавалуна I (1828–1861)
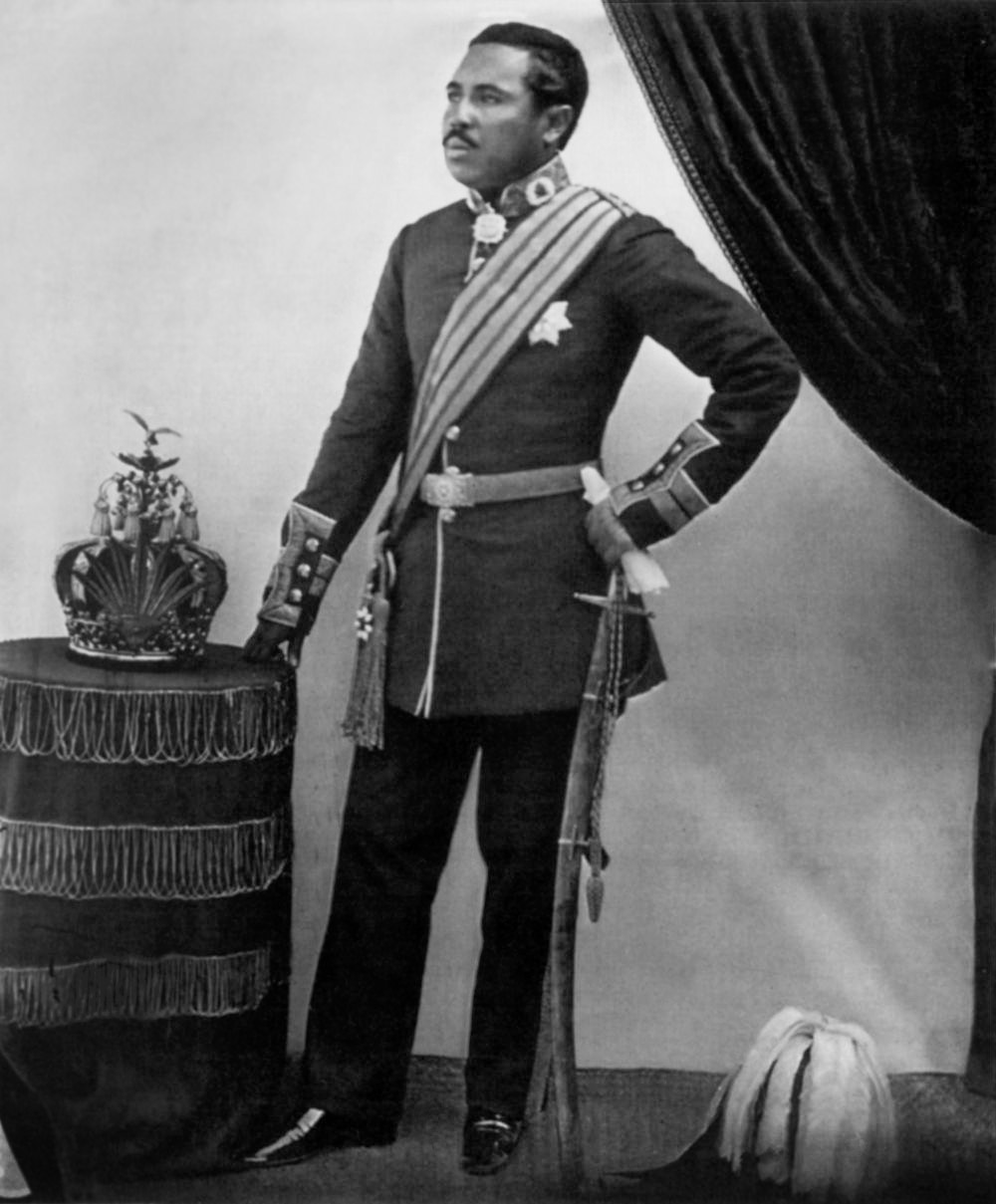
Король Радама II (1861-1863)
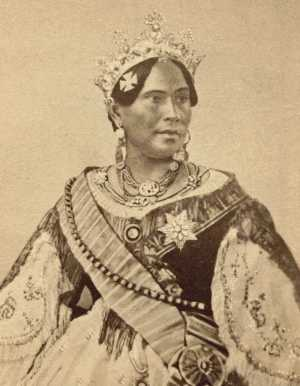
Королева Расугеріна (1863—1868)
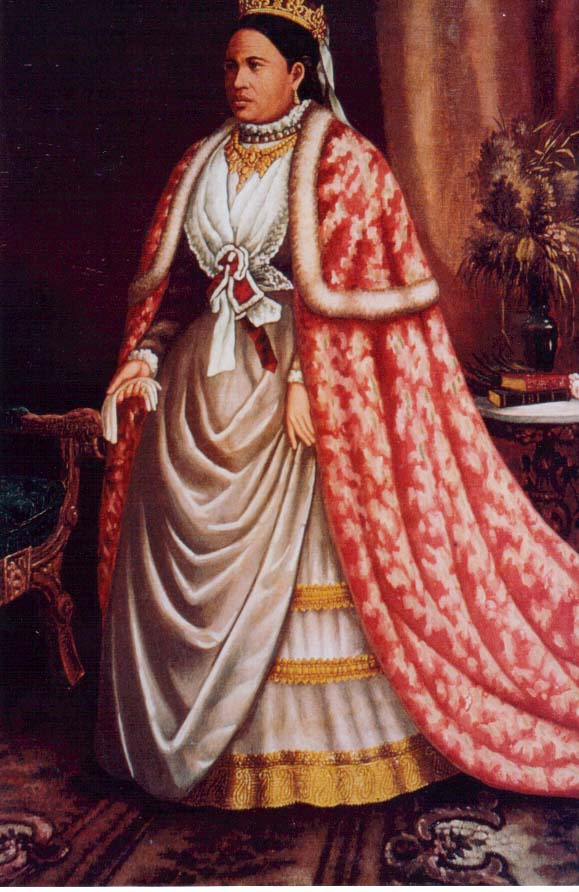
Королева Ранавалуна II (1868–1883)
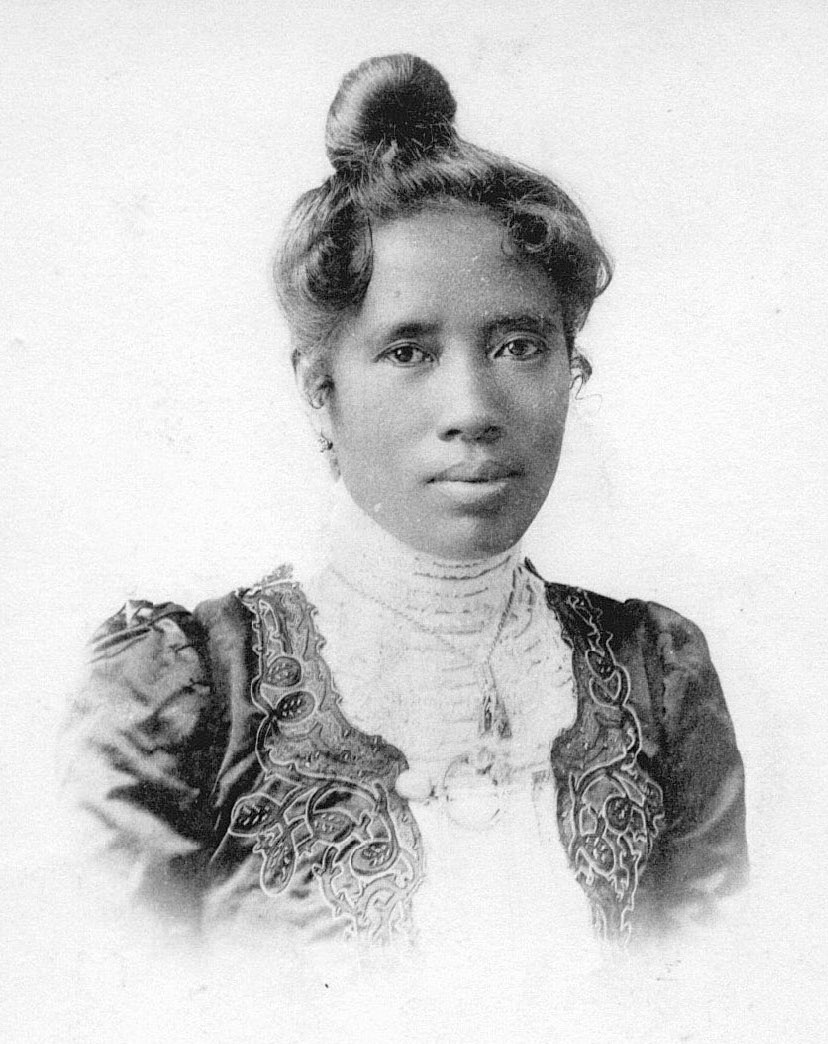
Королева Ранавалуна III (1883–1897)

### Генеалогічне дерево

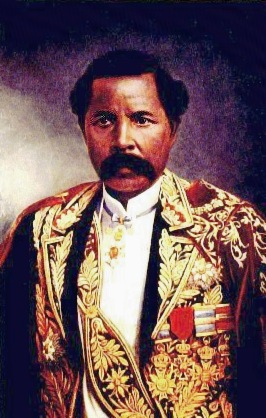
Прем'єр-міністр Райнілайарівуні.

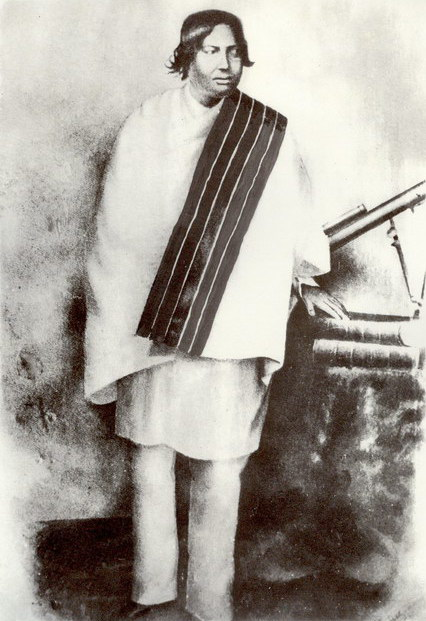
Прем'єр-міністр Рагару.

| Андріанампуанімерина 1745–1787–1810 |                                 |                                 |                                 |                                 |                                 |  |  |                                       |                                      |                                      |                                      |                                      |                                      |  |  |                                                      |                                                      |                                                      |                                                      |                                                      |                                                      |  |  |                                              |                                              |                                              |                                              |                                              |                                              |                     |                     |                                             |                                             |                                             |                                             |                                             |                                             |             |             |
|                                     |                                 |                                 |                                 |                                 |                                 |  |  |                                       |                                      |                                      |                                      |                                      |                                      |  |  |                                                      |                                                      |                                                      |                                                      |                                                      |                                                      |  |  |                                              |                                              |                                              |                                              |                                              |                                              |                     |                     |                                             |                                             |                                             |                                             |                                             |                                             |             |             |
|                                     |                                 |                                 |                                 |                                 |                                 |  |  |                                       |                                      |                                      |                                      |                                      |                                      |  |  |                                                      |                                                      |                                                      |                                                      |                                                      |                                                      |  |  |                                              |                                              |                                              |                                              |                                              |                                              |                     |                     |                                             |                                             |                                             |                                             |                                             |                                             |             |             |
|                                     |                                 |                                 |                                 |                                 |                                 |  |  |                                       |                                      |                                      |                                      |                                      |                                      |  |  |                                                      |                                                      |                                                      |                                                      |                                                      |                                                      |  |  |                                              |                                              |                                              |                                              |                                              |                                              |                     |                     |                                             |                                             |                                             |                                             |                                             |                                             |             |             |
| Радама I Король 1793–1810–1828      | Радама I Король 1793–1810–1828  | Радама I Король 1793–1810–1828  | Радама I Король 1793–1810–1828  | Радама I Король 1793–1810–1828  | Радама I Король 1793–1810–1828  |  |  | Ранавалуна I Королева 1778–1828–1861  | Ранавалуна I Королева 1778–1828–1861 | Ранавалуна I Королева 1778–1828–1861 | Ранавалуна I Королева 1778–1828–1861 | Ранавалуна I Королева 1778–1828–1861 | Ранавалуна I Королева 1778–1828–1861 |  |  | Андріямія                                            | Андріямія                                            | Андріямія                                            | Андріямія                                            | Андріямія                                            | Андріямія                                            |  |  |                                              |                                              | Райнігару 1833—1852                          | Райнігару 1833—1852                          | Райнігару 1833—1852                          | Райнігару 1833—1852                          | Райнігару 1833—1852 | Райнігару 1833—1852 |                                             |                                             | Рейніхогарі                                 | Рейніхогарі                                 | Рейніхогарі                                 | Рейніхогарі                                 | Рейніхогарі | Рейніхогарі |
| Радама I Король 1793–1810–1828      | Радама I Король 1793–1810–1828  | Радама I Король 1793–1810–1828  | Радама I Король 1793–1810–1828  | Радама I Король 1793–1810–1828  | Радама I Король 1793–1810–1828  |  |  | Ранавалуна I Королева 1778–1828–1861  | Ранавалуна I Королева 1778–1828–1861 | Ранавалуна I Королева 1778–1828–1861 | Ранавалуна I Королева 1778–1828–1861 | Ранавалуна I Королева 1778–1828–1861 | Ранавалуна I Королева 1778–1828–1861 |  |  | Андріямія                                            | Андріямія                                            | Андріямія                                            | Андріямія                                            | Андріямія                                            | Андріямія                                            |  |  |                                              |                                              | Райнігару 1833—1852                          | Райнігару 1833—1852                          | Райнігару 1833—1852                          | Райнігару 1833—1852                          | Райнігару 1833—1852 | Райнігару 1833—1852 |                                             |                                             | Рейніхогарі                                 | Рейніхогарі                                 | Рейніхогарі                                 | Рейніхогарі                                 | Рейніхогарі | Рейніхогарі |
|                                     |                                 |                                 |                                 |                                 |                                 |  |  |                                       |                                      |                                      |                                      |                                      |                                      |  |  |                                                      |                                                      |                                                      |                                                      |                                                      |                                                      |  |  |                                              |                                              |                                              |                                              |                                              |                                              |                     |                     |                                             |                                             |                                             |                                             |                                             |                                             |             |             |
|                                     |                                 |                                 |                                 |                                 |                                 |  |  |                                       |                                      |                                      |                                      |                                      |                                      |  |  |                                                      |                                                      |                                                      |                                                      |                                                      |                                                      |  |  |                                              |                                              |                                              |                                              |                                              |                                              |                     |                     |                                             |                                             |                                             |                                             |                                             |                                             |             |             |
|                                     |                                 |                                 |                                 |                                 |                                 |  |  |                                       |                                      |                                      |                                      |                                      |                                      |  |  |                                                      |                                                      |                                                      |                                                      |                                                      |                                                      |  |  |                                              |                                              |                                              |                                              |                                              |                                              |                     |                     |                                             |                                             |                                             |                                             |                                             |                                             |             |             |
|                                     |                                 |                                 |                                 |                                 |                                 |  |  |                                       |                                      |                                      |                                      |                                      |                                      |  |  |                                                      |                                                      |                                                      |                                                      |                                                      |                                                      |  |  |                                              |                                              |                                              |                                              |                                              |                                              |                     |                     |                                             |                                             |                                             |                                             |                                             |                                             |             |             |
| Радама II Король 1829–1861–1863     | Радама II Король 1829–1861–1863 | Радама II Король 1829–1861–1863 | Радама II Король 1829–1861–1863 | Радама II Король 1829–1861–1863 | Радама II Король 1829–1861–1863 |  |  | Расугеріна Королева 1814–1863–1868    | Расугеріна Королева 1814–1863–1868   | Расугеріна Королева 1814–1863–1868   | Расугеріна Королева 1814–1863–1868   | Расугеріна Королева 1814–1863–1868   | Расугеріна Королева 1814–1863–1868   |  |  | Райнілайарівуні Прем'єр-міністр 1828–1864– 1895-1896 | Райнілайарівуні Прем'єр-міністр 1828–1864– 1895-1896 | Райнілайарівуні Прем'єр-міністр 1828–1864– 1895-1896 | Райнілайарівуні Прем'єр-міністр 1828–1864– 1895-1896 | Райнілайарівуні Прем'єр-міністр 1828–1864– 1895-1896 | Райнілайарівуні Прем'єр-міністр 1828–1864– 1895-1896 |  |  | Ранавалуна III Королева 1861–1883– 1897-1917 | Ранавалуна III Королева 1861–1883– 1897-1917 | Ранавалуна III Королева 1861–1883– 1897-1917 | Ранавалуна III Королева 1861–1883– 1897-1917 | Ранавалуна III Королева 1861–1883– 1897-1917 | Ранавалуна III Королева 1861–1883– 1897-1917 |                     |                     | Рагару Прем'єр-міністр 1824–1852- 1865-1868 | Рагару Прем'єр-міністр 1824–1852- 1865-1868 | Рагару Прем'єр-міністр 1824–1852- 1865-1868 | Рагару Прем'єр-міністр 1824–1852- 1865-1868 | Рагару Прем'єр-міністр 1824–1852- 1865-1868 | Рагару Прем'єр-міністр 1824–1852- 1865-1868 |             |             |
| Радама II Король 1829–1861–1863     | Радама II Король 1829–1861–1863 | Радама II Король 1829–1861–1863 | Радама II Король 1829–1861–1863 | Радама II Король 1829–1861–1863 | Радама II Король 1829–1861–1863 |  |  | Расугеріна Королева 1814–1863–1868    | Расугеріна Королева 1814–1863–1868   | Расугеріна Королева 1814–1863–1868   | Расугеріна Королева 1814–1863–1868   | Расугеріна Королева 1814–1863–1868   | Расугеріна Королева 1814–1863–1868   |  |  | Райнілайарівуні Прем'єр-міністр 1828–1864– 1895-1896 | Райнілайарівуні Прем'єр-міністр 1828–1864– 1895-1896 | Райнілайарівуні Прем'єр-міністр 1828–1864– 1895-1896 | Райнілайарівуні Прем'єр-міністр 1828–1864– 1895-1896 | Райнілайарівуні Прем'єр-міністр 1828–1864– 1895-1896 | Райнілайарівуні Прем'єр-міністр 1828–1864– 1895-1896 |  |  | Ранавалуна III Королева 1861–1883– 1897-1917 | Ранавалуна III Королева 1861–1883– 1897-1917 | Ранавалуна III Королева 1861–1883– 1897-1917 | Ранавалуна III Королева 1861–1883– 1897-1917 | Ранавалуна III Королева 1861–1883– 1897-1917 | Ранавалуна III Королева 1861–1883– 1897-1917 |                     |                     | Рагару Прем'єр-міністр 1824–1852- 1865-1868 | Рагару Прем'єр-міністр 1824–1852- 1865-1868 | Рагару Прем'єр-міністр 1824–1852- 1865-1868 | Рагару Прем'єр-міністр 1824–1852- 1865-1868 | Рагару Прем'єр-міністр 1824–1852- 1865-1868 | Рагару Прем'єр-міністр 1824–1852- 1865-1868 |             |             |
|                                     |                                 |                                 |                                 |                                 |                                 |  |  |                                       |                                      |                                      |                                      |                                      |                                      |  |  |                                                      |                                                      |                                                      |                                                      |                                                      |                                                      |  |  |                                              |                                              |                                              |                                              |                                              |                                              |                     |                     |                                             |                                             |                                             |                                             |                                             |                                             |             |             |
|                                     |                                 |                                 |                                 |                                 |                                 |  |  | Ранавалуна II Королева 1829–1868-1883 |                                      |                                      |                                      |                                      |                                      |  |  |                                                      |                                                      |                                                      |                                                      |                                                      |                                                      |  |  |                                              |                                              |                                              |                                              |                                              |                                              |                     |                     |                                             |                                             |                                             |                                             |                                             |                                             |             |             |
|                                     |                                 |                                 |                                 |                                 |                                 |  |  |                                       |                                      |                                      |                                      |                                      |                                      |  |  |                                                      |                                                      |                                                      |                                                      |                                                      |                                                      |  |  |                                              |                                              |                                              |                                              |                                              |                                              |                     |                     |                                             |                                             |                                             |                                             |                                             |                                             |             |             |
|                                     |                                 |                                 |                                 |                                 |                                 |  |  |                                       |                                      |                                      |                                      |                                      |                                      |  |  |                                                      |                                                      |                                                      |                                                      |                                                      |                                                      |  |  |                                              |                                              |                                              |                                              |                                              |                                              |                     |                     |                                             |                                             |                                             |                                             |                                             |                                             |             |             |
|                                     |                                 |                                 |                                 |                                 |                                 |  |  |                                       |                                      |                                      |                                      |                                      |                                      |  |  |                                                      |                                                      |                                                      |                                                      |                                                      |                                                      |  |  |                                              |                                              |                                              |                                              |                                              |                                              |                     |                     |                                             |                                             |                                             |                                             |                                             |                                             |             |             |